# Äußerer Stadtring (Dresden)

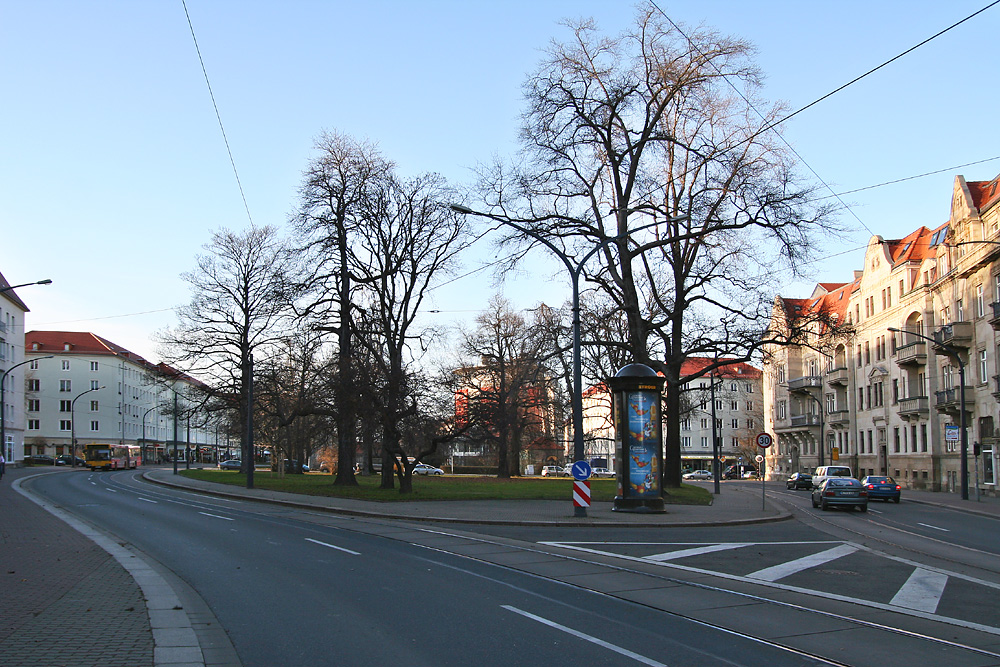
Nürnberger Straße am Nürnberger Ei, 2007.

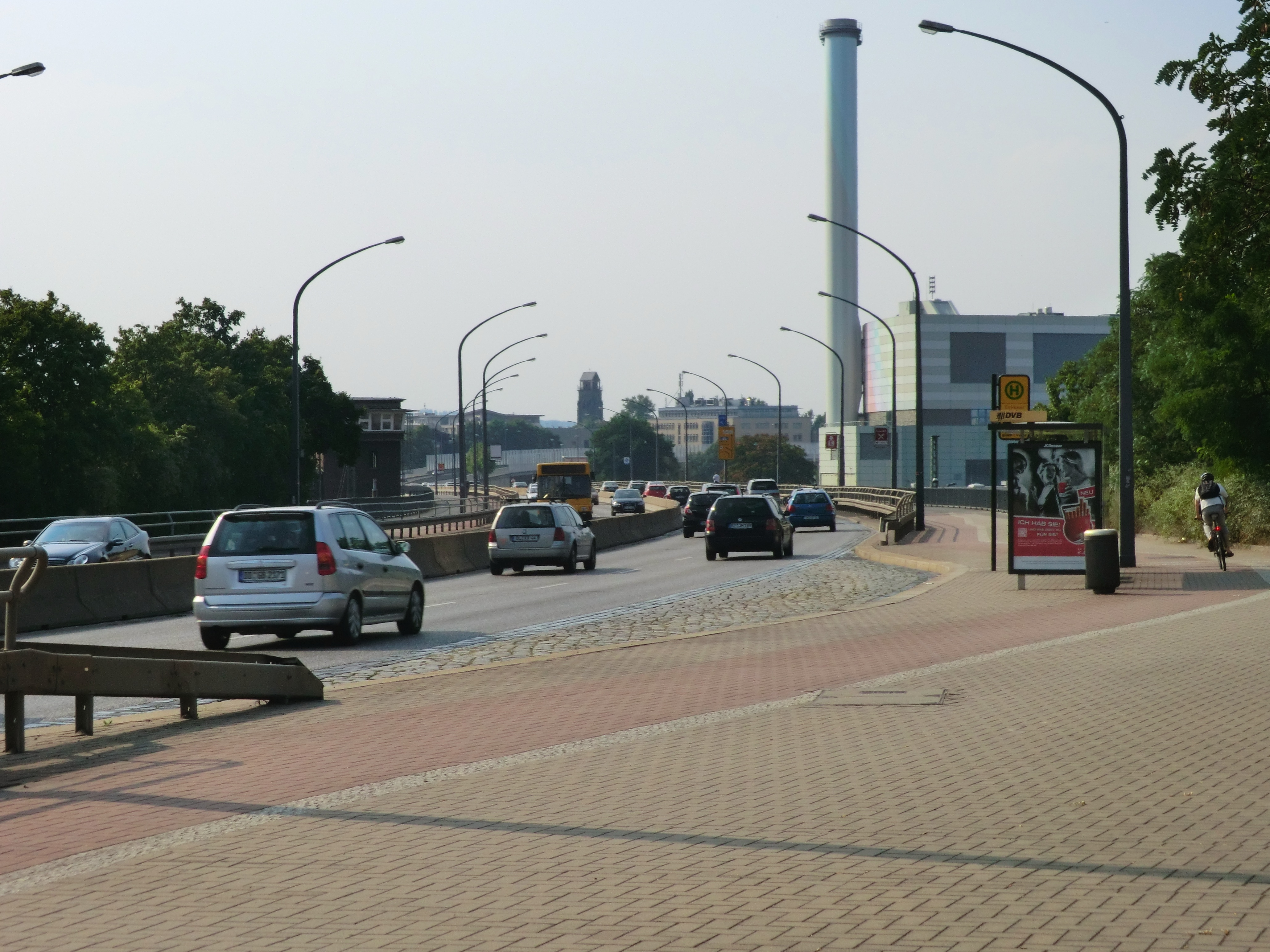
Verkehr auf der Nossener Brücke, 2012.

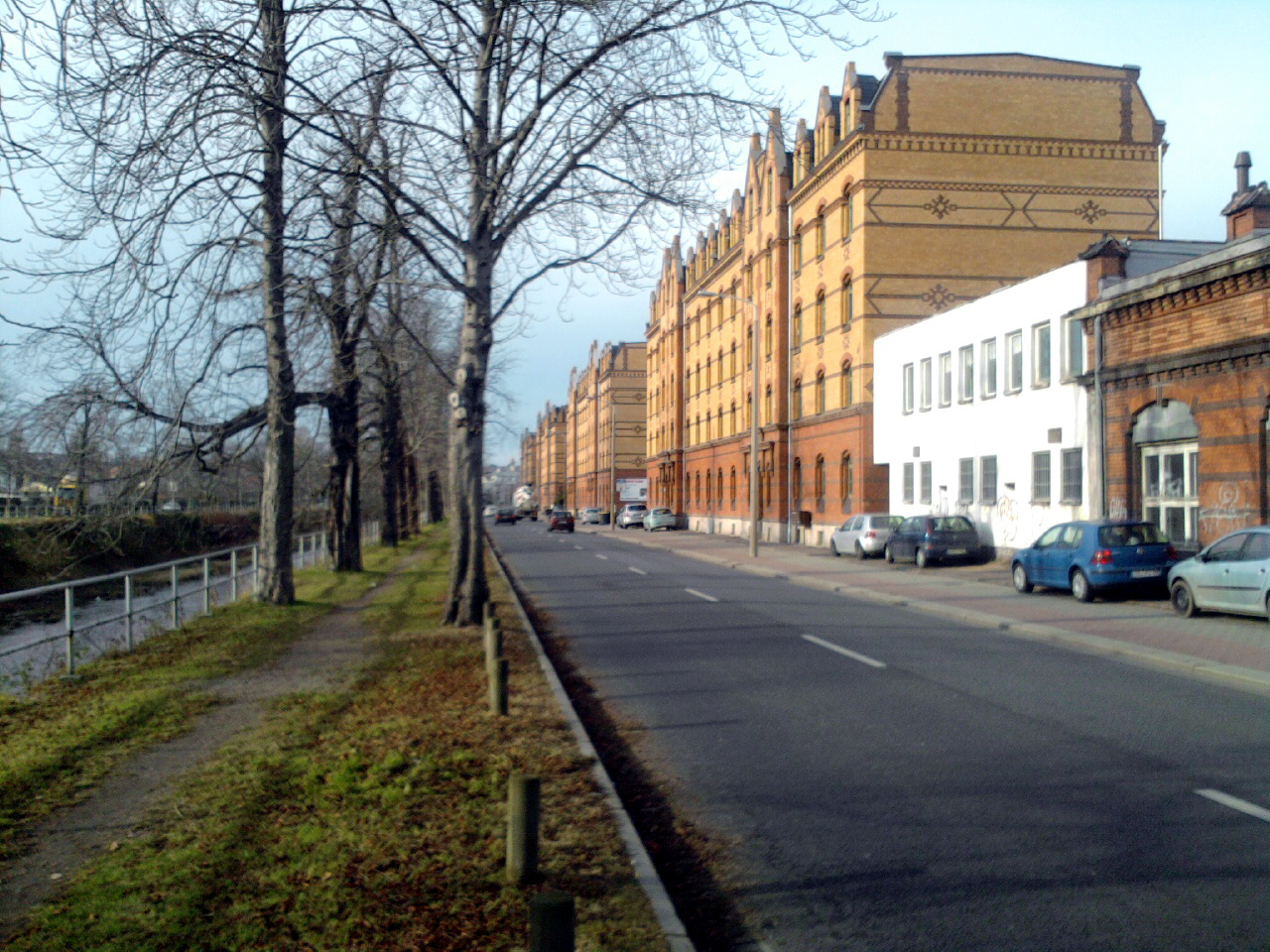
Emerich-Ambros-Ufer in Richtung Nordwesten, 2008.

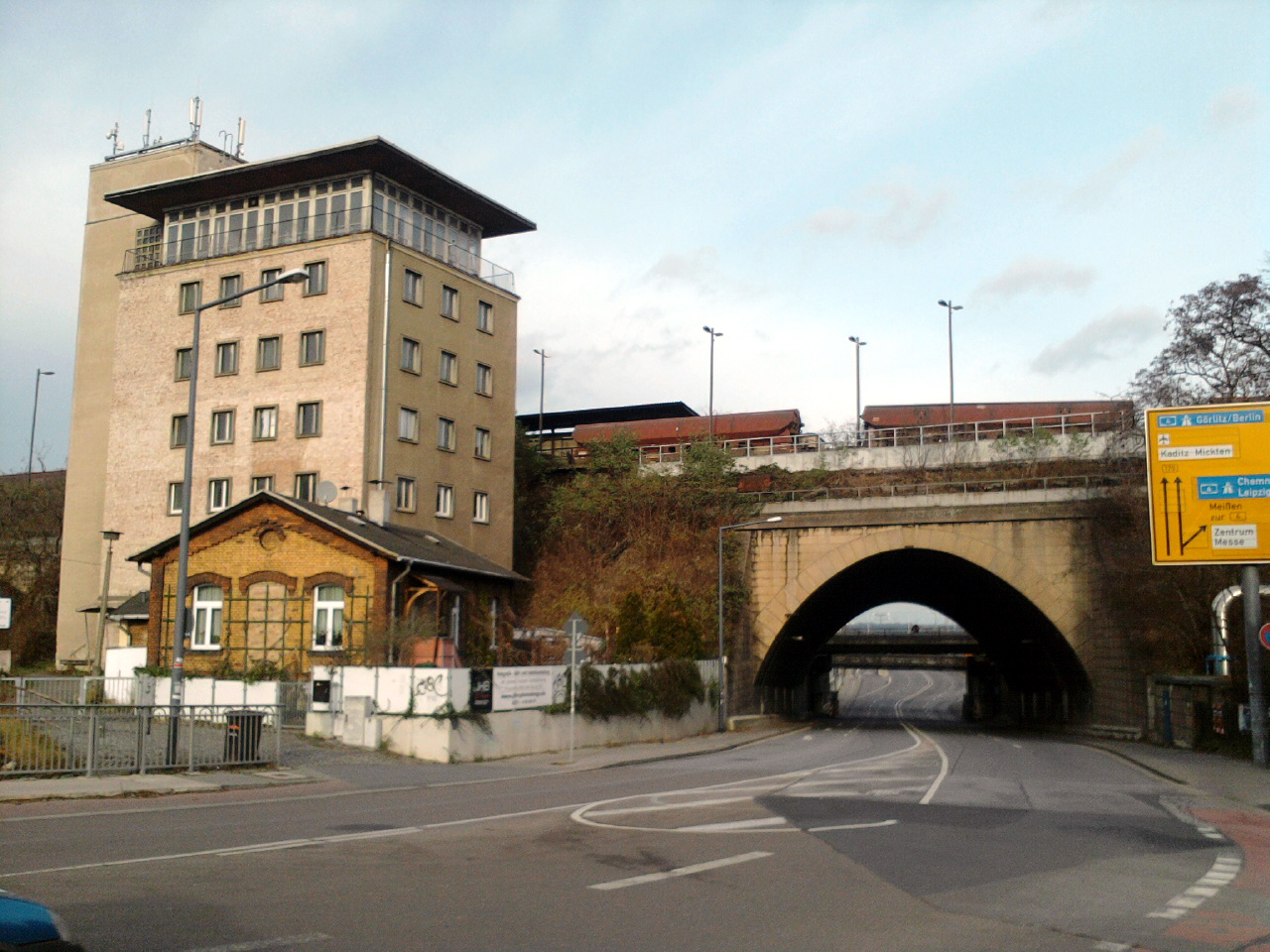
Unterführung des Flügelwegs am Bahnhof Dresden-Friedrichstadt, 2008.

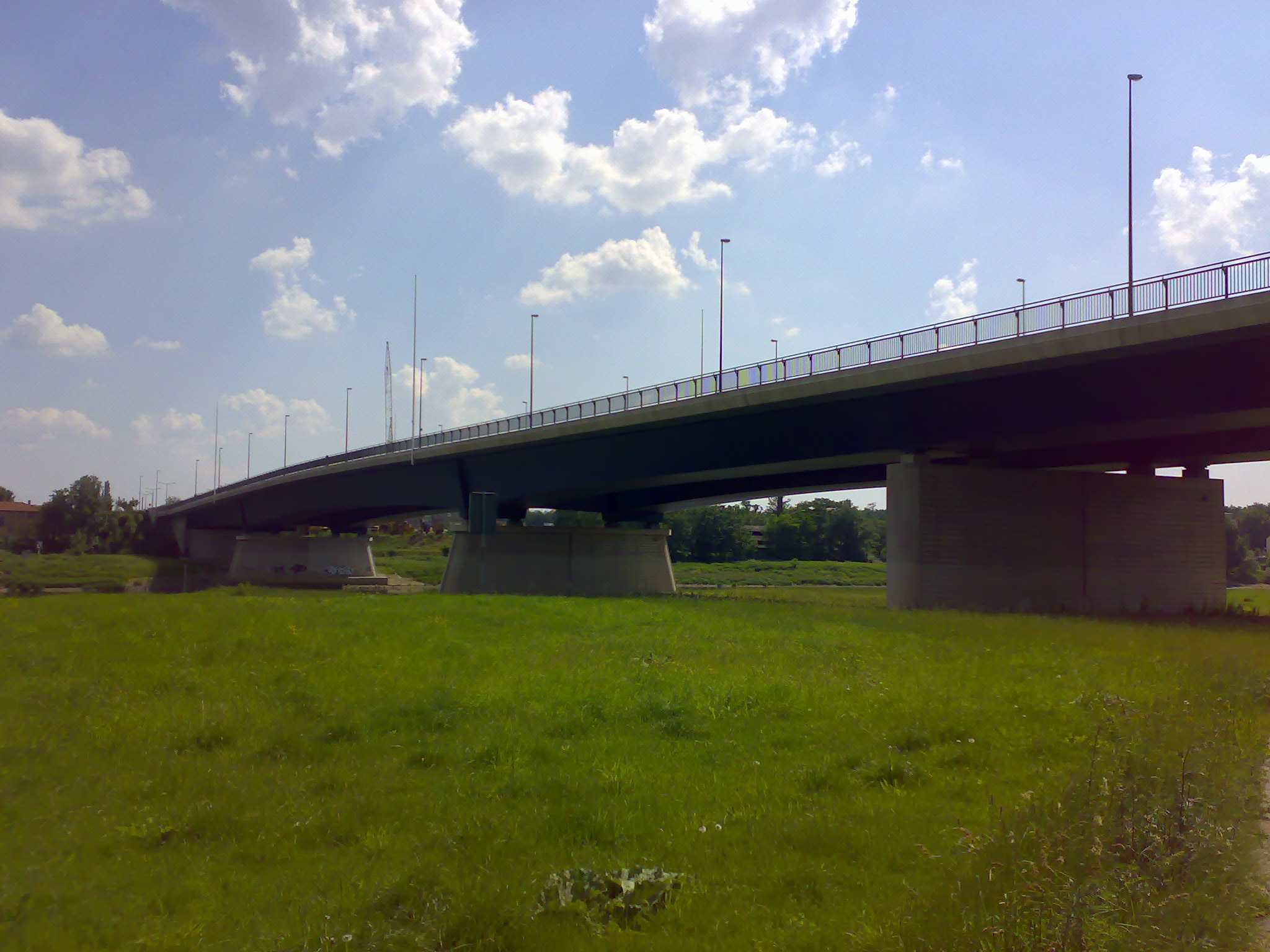
Flügelwegbrücke über die Elbe, 2007.

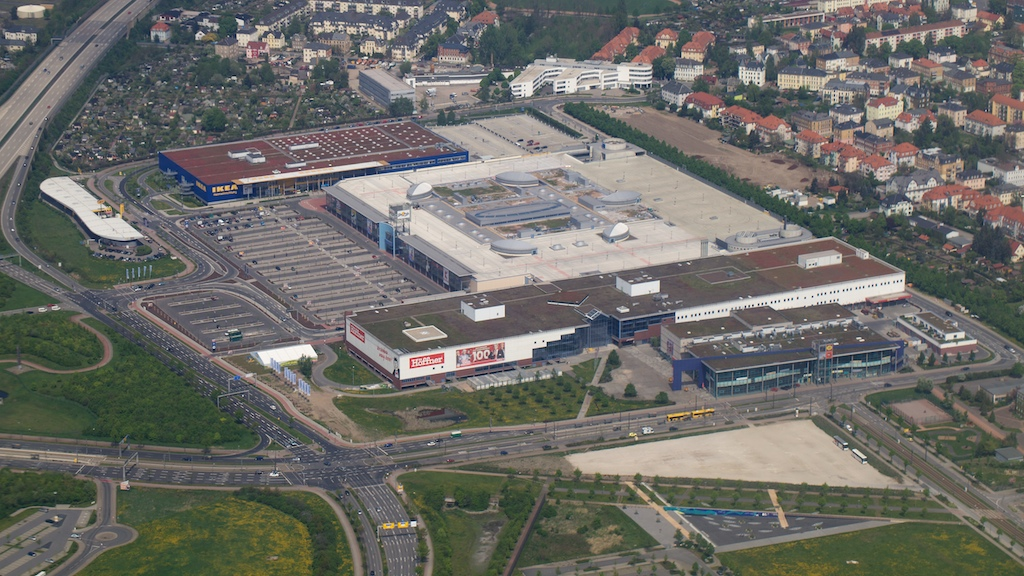
Nördliches Ende des Äußeren Stadtrings am Elbepark Dresden mit der Einmündung der Washingtonstraße auf die Bundesautobahn 4, 2010.

Der Äußere Stadtring, in der Planungsphase auch als Stadtring West bezeichnet, ist eine Ringstraße in Dresden. Er dient als Süd- und Westumfahrung des Zentrums der sächsischen Landeshauptstadt sowie als bedeutender Autobahnzubringer und verbindet dabei alle aus Süden und Westen nach Dresden einfallenden Bundesstraßen. Der Äußere Stadtring ist nicht geschlossen, sondern nur annähernd ein Halbkreis. Er ist knapp zehn Kilometer lang, größtenteils vier- bis sechsspurig ausgebaut und bis auf eine 270 Meter lange Richtungsfahrbahn in Cotta fertiggestellt.

## Verlauf
Der Äußere Stadtring führt mit einem Radius von zwei bis fünf Kilometern um den Altmarkt, den historischen Stadtmittelpunkt. Dabei verläuft er in seinem südöstlichen Teil immer etwa einen Kilometer außerhalb des 26er Rings. Im Uhrzeigersinn betrachtet, beginnt er in Strehlen an der Kreuzung von Teplitzer Straße (Staatsstraße 172, führt von Südosten ab Schmilka an der Grenze zu Tschechien im Elbtal durch die Sächsische Schweiz über Pirna nach Dresden) und Caspar-David-Friedrich-Straße. Von dort verläuft der Äußere Stadtring in westlicher Richtung über den Zelleschen Weg, wo er die Grenze zwischen Südvorstadt (Altstadt II) im Norden und Zschertnitz bzw. Räcknitz im Süden bildet. Nach zwei Kilometern kreuzt er am Fritz-Foerster-Platz, am Campus der TU Dresden, die Bergstraße (Bundesstraße 170, führt von Süden ab Zinnwald an der Grenze zu Tschechien durch das Osterzgebirge über Dippoldiswalde nach Dresden).
Am Fritz-Foerster-Platz wendet sich der Äußere Stadtring nach Nordwesten und trägt nun die Bezeichnung Nürnberger Straße. Nach 300 Metern kreuzt er am Nürnberger Platz die Münchner Straße. Danach führt er weiter über das Nürnberger Ei durch die westliche Südvorstadt und trifft an der nächsten großen Kreuzung nach einem weiteren Kilometer auf Budapester und Chemnitzer Straße. Ab dort ist der Äußere Stadtring Teil der aus Richtung Ammonstraße kommenden Bundesstraße 173 und verläuft über die rund 800 Meter lange Nossener Brücke. Diese geht an der Flurgrenze zu Löbtau in die einen Kilometer lange Löbtauer Brücke über, die als eine der wenigen Hochstraßen Dresdens unter anderem die Verkehrszüge Freiberger/Kesselsdorfer Straße sowie Löbtauer/Tharandter Straße überquert und in Nord-Süd-Richtung verläuft.
Anschließend führen die Rampen der Hochstraße zum Emerich-Ambros-Ufer, das an beiden Ufern der Weißeritz verläuft. Kurz danach, an der Kreuzung Fröbelstraße, biegt die Bundesstraße 173 nach Westen in Richtung Bramschtunnel/Coventrystraße ab. Sie führt über Freiberg, Chemnitz, Zwickau und Hof nach Bad Staffelstein. Der Äußere Stadtring verläuft hingegen weiter in nordwestlicher Richtung über das Emerich-Ambros-Ufer durch die südwestliche Friedrichstadt zur Flurgrenze nach Cotta. Während die Richtungsfahrbahn nach Nordwesten direkt auf den Flügelweg geführt wird, fehlt in diesem Bereich ein 270 Meter langer Abschnitt der Gegenfahrbahn. Der Verkehr fließt ab der Brücke des Flügelwegs über die Weißeritz entlang der Tonbergstraße nach Altcotta und von dort über die Lübecker Straße zum Emerich-Ambros-Ufer.
Nach der Untertunnelung des westlichen Endes des Bahnhofs Dresden-Friedrichstadt führt der Flügelweg an einer teilniveaufreien Kreuzung unter der Hamburger Straße hindurch (Bundesstraße 6, führt von Bremen über Hannover, Leipzig und Meißen nach Dresden und von dort weiter über Bautzen nach Görlitz). Anschließend verläuft der Äußere Stadtring auf der Flügelwegbrücke über die Elbe. Sein nordwestlichster Abschnitt führt auf der rechten Elbseite über die als Staatsstraße 73 klassifizierte Washingtonstraße durch Übigau, Mickten und Kaditz. Am Elbepark Dresden endet der Äußere Stadtring mit der Anschlussstelle Dresden-Neustadt an der Bundesautobahn 4.

## Geschichte
Bereits in der Planungszeit von Washingtonstraße und Flügelwegbrücke in den späten 1920er Jahren existierten Überlegungen, sie in eine westliche Umgehung der Stadt einzufügen. Weltwirtschaftskrise und Zweiter Weltkrieg bewirkten, dass diese nicht fertiggestellt wurde. Auch in der Zeit der DDR gab es Planungen für eine leistungsfähigere Straßenverbindung im damaligen Stadtbezirk Dresden-West. Ziel war die Überbrückung des unübersichtlichen Verkehrsknotens Kesselsdorfer/Tharandter/Columbus-/Löbtauer Straße, die durch eine Verlängerung der Brücke der Jugend ermöglicht werden sollte. Baubeginn war 1989, letztendlich realisiert wurde die Löbtauer Brücke als erster Neubau der späteren Westumfahrung dann von 1993 bis 1996. Damit rückte auch die Variante eines neuen und längeren Stadtrings in den Fokus. Das im Stadtrat beschlossene Verkehrskonzept 1994 sah vor, eine Westumfahrung entlang der heutigen Streckenführung zu schaffen, um auf diese Weise den Durchgangsverkehr von der Dresdner Innenstadt fernzuhalten. Bei der Planung orientierte man sich aus Kostengründen an schon bestehenden Straßenabschnitten wie Nürnberger Straße, Emerich-Ambros-Ufer und Washingtonstraße, die ausgebaut sowie möglichst direkt miteinander verbunden werden sollten. Im März 1997 passierte der letzte Planungsabschnitt dieser Trasse, das gegenwärtig noch nicht realisierte Teilstück bei Altcotta, den Stadtrat. Damit schloss das Stadtplanungsamt die Vorplanung für die Westumfahrung ab.
Noch in den 1990er Jahren setzten umfangreiche Baumaßnahmen entlang der geplanten Streckenführung ein. Unter anderem wurden die Nürnberger Straße und das Emerich-Ambros-Ufer ausgebaut, ebenso der rechtselbische Teil der Strecke: Im Februar 1997 war Baubeginn für die Brücke der Washingtonstraße über die Kaditzer Flutrinne, die die Straße jahrzehntelang durchquert hatte. Am 14. August 1998 wurde nach etwa einjähriger Bauzeit die neugebaute Washingtonstraße über die Flutrinnenbrücke bis zum Elbepark für den Verkehr freigegeben, im Juli 2001 der Abschnitt bis zur Flügelwegbrücke. Die 1929/30 errichtete Flügelwegbrücke selbst erhielt im nächsten Schritt von 2001 bis 2004 einen Ersatzneubau. Nächstes Nadelöhr in südlicher Richtung war nun die Kreuzung Flügelweg/Hamburger Straße. Von 2004 bis 2006 wurde der Flügelweg in einen Tunnel unter die Hamburger Straße verlegt, über Holländer Rampen an diese angebunden und die Kreuzung damit teilniveaufrei.
Planungen von 2011 sahen vor, im Jahr 2013 mit dem Lückenschluss bei Altcotta zwischen Flügelweg und Emerich-Ambros-Ufer zu beginnen. Er hatte sich unter anderem wegen veränderter Hochwasserschutzanforderungen in Dresden infolge der Jahrhundertflut von 2002 verzögert. Bis Ende 2017 war jedoch noch immer kein Baubeginn erfolgt. Perspektivisch soll zudem die Anfang der 1960er Jahre errichtete Nossener Brücke als gegenwärtig älteste Brücke im Verlauf des Äußeren Stadtrings durch einen Neubau ersetzt werden.